# Štefan Tonkli
Štefan Tonkli, slovenski duhovnik in pesnik, * 15. december 1908, Breginj, † 8. avgust 1987, Gorica.

## Biografski podatki
Štefan Tonkli se je rodil kot deseti otrok kmetu Andreju in gospodinji Katarini.Osnovno šolo je obiskoval v rojstnem kraju in na Siciliji, kamor je bila družina izgnana med 1. svetovno vojno. Škofijsko klasično gimnazijo je obiskoval v letih 1919–24 v Šentvidu nad Ljubljano in v letih 1925–27 v Ljubljani. Leta 1927–31 je bil v bogoslovju v Gorici. Posvečen je bil 30. maja 1931. V duhovniški poklic ga je gnala ljubezen do naroda. Bil je kaplan v Tolminu (1931–32), vikar v Brestovici (1932–36), deset mesecev je upravljal tudi Jemlje.  Nato je bil župnik v Grahovem pri Podmelcu, v letih od 1936–46. Zaradi svoje narodne zavednosti je hitro prišel v spor s fašističnimi veljaki. Po vojni se ni strinjal v jugoslovansko oblastjo, zato je  bil v letih od 1946–48 profesor na slovenskih srednjih šolah in v Malem semenišču v Gorici. 1948 je emigriral v Argentino. Bil je kaplan po raznih španskih župnijah v Buenos Airesu, nazadnje kurat (vojaški duhovnik) v bolnišnici. Leta 1963 se je vrnil na Goriško in bil od leta 1963–64 prefekt v Alojzijevišču v Gorici, v letih od 1964–75, vse do upokojitve, pa župnik v Mavhinjah pri Nabrežini (Italija). 1975 leta se je preselil v Gorico. Zadnja leta je preživel v Zavodu sv. družine v Gorici. 

## Periodika
Pisati je začel v dijaških letih. S pesmimi in kratko prozo je sodeloval v listih, kot na primer: Jutro (1927), Jutranja zarja (1922), Plamen (1924–26), Rast (1925–26), Vrtec (1925–27), Mladika (1927–28), Naš čolnič (1928–29), Koledar Goriške Mohorjeve družbe (1929–), Družina (1929–30), Mentor (1929/30–1940/41), Svetogorska kraljica (1938–39), Pratika (1939), Novi svet (1940). Po letu 1945 objavljal v naslednjih glasilih: Duhovno življenje, Koledar svobodne Slovenije (1950–63), Mladika (Trst), Slovenska beseda, Vrednote. V Orliču je leta 1925/26 objavil igro dveh dejanj Orlič Pavlek. Leta 1934 izdal zbirko Pesmi (Trst, samozaložba) s pretežno razmišljujočo liriko. Leta 1948 je izdal zbirko Bežni oblaki (tiskarna Budin v Gorici, samozaložba). V tej zbirki se odseva doba fašističnega zatiranja na Primorskem.
Teme njegovih pesmi so: vrtanje vase, odkrivanje slabosti in težnja po poboljšanju, ljubezen do narave, domačnosti in doma, izseljevanje Primorcev zaradi fašistov, nabožna tematika, pozneje še grozote druge svetovne vojne in revolucije, doživetje Argentine. Izdal je 14. pesniških zbirk, vse pod psevdonimom, vse je sam založil in razen prve vse v Gorici, da bi poživil kulturno delovanje, ki je po zadnji vojni zelo usahnilo. V Argentini je človeško in pesniško dozorel. Rešil se je evropske tesnobe in se z rojaki vračal v novo domovino. Po vrnitvi iz Argentine je izšla zbirka Kaj si bolečina?, leta 1969. Iz argentinske dobe sta dva sonetna venca v Prešernovi obliki: Neurejeni venec (1950) je posvečen padlim v zadnji vojni in Venec na grob materi (Koledar svobodne Slovenije 1954). Sledile so naslednje pesniške zbirke: Na križpotju cest stojim (Gorica, 1976) – Za zbirko in življenjsko delo je dobil tržaško literarno nagrado Vstajenje za leto 1976. – , Argentinsko slovenski odmevi (Gorica, 1978) in Bodi črna srečna kri (Gorica, 1979), Prigode (Gorica, 1979), Nekje studenec žubori (1980), Srek – Grmada (1981), Pesmi (1984), Ob 50–letnici smrti goriškega nadškofa msgr. F.B. Sedeja (1982), Soneti (1985), ki prinaša kar 197 sonetov.                                                                                                                                                                       
Objavljal je pod naslednjimi psevdonimi:  I., Ignotus, I. N., J.  N., N. N., Š. T., T. T., T., T. Š., Boltežar, Tajfun, Gašper Nevihta , Miha Vihar, Niko Kotnik, Sfinx, Stenka Andrejevič, Štefan T., Vajko, Venceslav, Venceslav Sejavec, Boleslav, Hosko Tejnos, Yl Knotts.

## Vir
Slovenski biografski leksikon, 1–4. Ljubljana, 1925–91.
Primorski slovenski biografski leksikon, 1–4. Ur. Martin Jevnikar. Gorica: MD, 1974–94.